# Agapetus triangularis
Agapetus triangularis är en nattsländeart som beskrevs av Martynov 1935. Agapetus triangularis ingår i släktet Agapetus och familjen stenhusnattsländor. Inga underarter finns listade i Catalogue of Life.